# Sproing Interactive Media
Sproing Interactive Media, kurz Sproing, war ein österreichischer Entwickler für Computer- und Videospiele. Es wurde 2001 von Harald Riegler und Gerhard Seiler gegründet. Das Unternehmen hatte seinen Sitz in Wien, Österreich.

## Geschichte
Sproing veröffentlichte über 60 Titel unterschiedlichen Umfangs. Das Unternehmen stellte Spiele für verschiedene Plattformen her, wie Wii, Xbox 360, PlayStation 3, PC, PlayStation 2, Xbox, Nintendo DS, iOS, PlayStation und dem Game Boy Advance. Das 2008 erschienene Panzer Tactics DS wurde mit dem deutschen Entwicklerpreis in der Kategorie Bestes Deutsches Konsolenspiel ausgezeichnet. Ab 2011 hatte das Unternehmen seinen Fokus auf mobile Free-2-Play-Titel gelegt und mit Skyrama ein kommerziell erfolgreiches Spiel veröffentlicht. Im Jahr 2016 hatte der Entwickler gemeinsam mit Bandai Namco Asterix & Friends auf mobile Endgeräte (iOS, Android) umgesetzt.
Das Team bestand aus mehr als 100 Mitarbeitern (2016).
Das Unternehmen war Mitglied der GAME Bundesverband der deutschen Games-Branche.
Am 25. November 2016 musste das Unternehmen Insolvenz anmelden, sollte jedoch saniert werden. Die Passiva des Unternehmens belief sich zum damaligen Zeitpunkt auf 2,8 Millionen Euro. Nachdem im Frühjahr 2017 das Sanierungsverfahren ohne Eigenverwaltung aufgehoben wurde, meldete das Unternehmen im Dezember 2017 erneut Insolvenz an.
Nach der Insolvenz gründete Harald Riegler mit Hilfe des Investors Investor More Space GmbH eine neue Spieleentwicklungsfirma, die Purple Lamp Game Development GmbH. Diese übernahm mit Beginn 2018 ca. 30 Mitarbeiter und einige Assets von Sproing.

## Spiele (Auswahl)
- Diverse Moorhuhn-Titel
- 2004: Crazy Kickers
- 2005–2017: Meine Tierarztpraxis-Reihe
- 2006: Undercover: Operation Wintersonne
- 2007: Undercover: Doppeltes Spiel
- 2008: Panzer Tactics DS
- 2009: Cursed Mountain
- 2010: Dance! It's your Stage
- 2011: Schlag den Raab – Das 2. Spiel
- 2012: SkyRama
- 2012: North & South
- 2012: Schlag den Raab – Das 3. Spiel
- 2012: Silent Hunter Online (Beta)
- 2013: Asterix and Friends
- 2014: Panzer Tactics HD
- 2015: Sigils: Battle for Raios
- 2016: Asterix and Friends Mobile (iOS, Android)
- 2017: Quarantine (PC)
- 2017: Drone Champions Game

## Trivia
Der Name „Sproing“ geht auf ein gemeinsam entwickeltes Spiel zurück, bei dem ein Gummiband das Geräusch „Sproing“ machte. Das Wort „Sproing“ wird als Onomatopoetikum für das Abplatzen eines Knopfes im Comic Eine kerngesunde konfliktfähige Familie (2023) von Katz & Goldt verwendet.